# Pfarrkirche Mattersburg

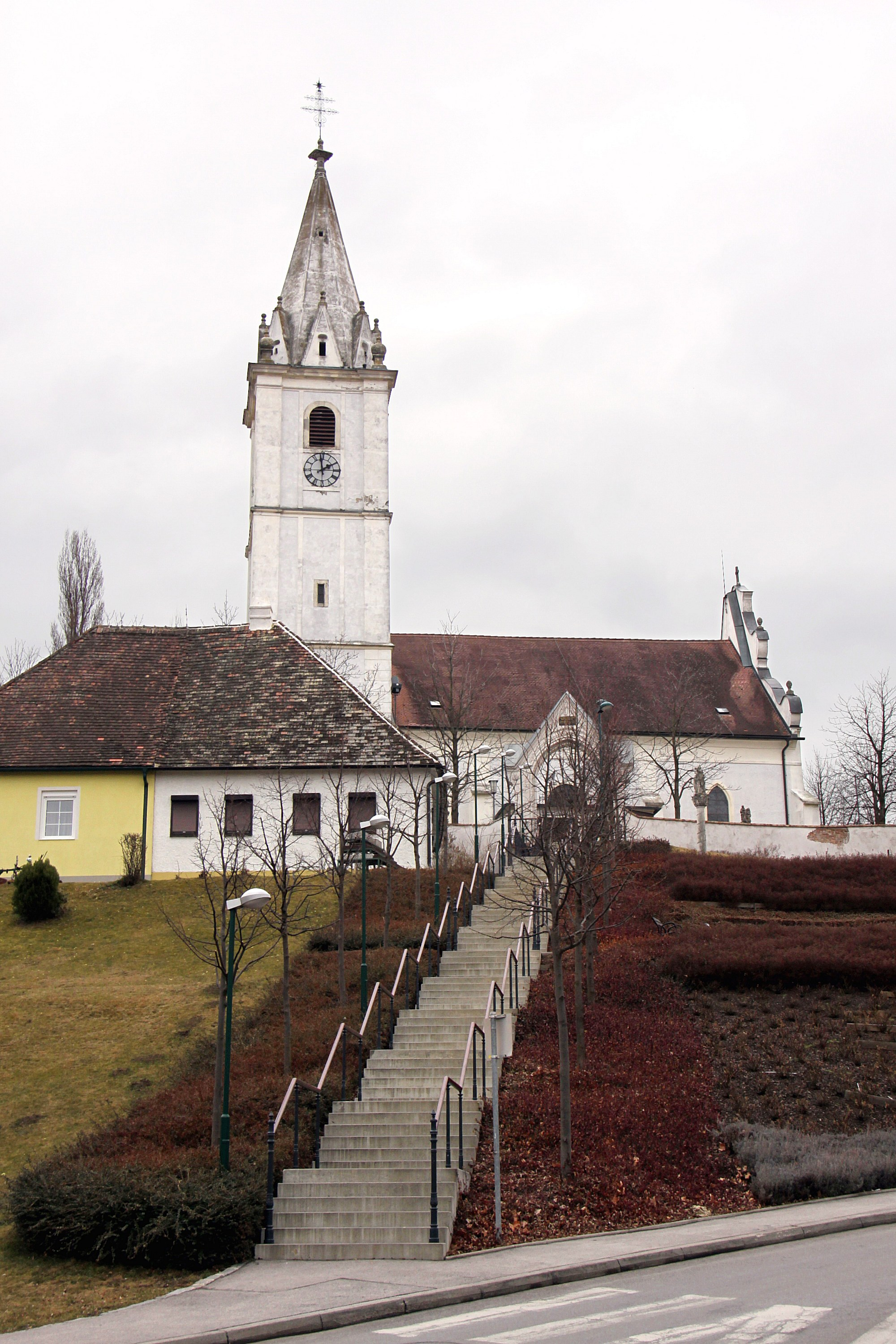
Kath. Pfarrkirche hl. Martin in Mattersburg, im Vordergrund die Kirchenstiege

Die römisch-katholische Pfarrkirche Mattersburg steht in beherrschender Lage im Süden der Stadtgemeinde Mattersburg im Bezirk Mattersburg im Burgenland. Die auf den heiligen Martin von Tours geweihte Pfarrkirche gehört zum Dekanat Mattersburg in der Diözese Eisenstadt. Die ehemalige Wehrkirche im alten Friedhof ist von einer Wehrmauer mit Schießscharten umgeben und steht unter Denkmalschutz (Listeneintrag).

## Geschichte
Eine Pfarre wurde 1344 genannt. Eine Kirche wurde 1390 urkundlich genannt. Der Turm zeigt die Jahresangabe 1404. Die Kirche wurde im 14. und 15. Jahrhundert erbaut. 1659 erfolgte eine Renovierung. 1683 wurde durch Brand das Dach zerstört. Im 18. Jahrhundert wurden zwei Seitenschiffe angebaut. 1907 erfolgte nach einem Blitzschlag eine Renovierung des Turmes. 1928 war eine Renovierung. 1976 wurde die Kirche innen restauriert und erhielt Anbauten, eine Eingangshalle bei der Kirchentreppe, eine südliche Kapelle und eine Sakristei.

## Architektur
Das dreischiffige Langhaus hat eine Westfassade mit einem geschweiften Volutengiebel. Die Nordfront hat drei Strebepfeiler und zwei Spitzbogenfenster. Der eingezogene spätgotische Chor hat einstufige Strebepfeiler und unter der Traufe Schlüssellochschießscharten und vier Spitzbogenfenster mit erneuertem Maßwerk. Im nördlichen Chorwinkel steht ein viergeschoßiger Turm, die unteren drei Geschoße sind im Kern mittelalterlich. Er trägt einen steinernen Pyramidenhelm zwischen Eckpyramiden mit der Inschrift 1907. An der Ostseite des südlichen Seitenschiffes ist eine barocke Kapelle mit einer halbrunden Apsis angebaut.
Das überhöhte Mittelschiff hat zwei Joche mit je zwei Traveen unter einem spätgotischen Netzrippengewölbe. Im westlichen Mauerwerk des Mittelschiffes wurde im Kern romanisches Mauerwerk angenommen. Die Wappenschlusssteine mit erneuerter Bemalung zeigen die Angabe „Renoviert 1928“. Die Orgelempore über einem Tonnengewölbe auf mächtigen Stützen ist westlich mit breiten spitzbogigen Arkaden zu den Seitenschiffen geöffnet. Das mittelschiffige Zwischenjoch vor dem Chor hat drei querangeordnete Kreuzrippengewölbe und ist vermutlich das ehemalige Turmjoch eines Vorgängerbaues aus dem 14. Jahrhundert. Die dreijochigen Seitenschiffe haben langgestreckte Kreuzgratgewölbe auf Pilastern. Der spitzbogige hohe Triumphbogen ist abgefast. Der lange Chor in Mittelschiffbreite mit einem Fünfachtelschluss hat ein zartgliedriges Netzrippengewölbe auf schildförmigen Konsolen und ein Kaffgesims. Die Sessionsnischen haben ein Maßwerk aus dem 19. Jahrhundert. Am Haupt des südlichen Seitenschiffes ist eine barocke Kapelle aus dem 18. Jahrhundert angebaut. Die Kapelle hat einen ovalen Raum mit einer Kuppel über einem profilierten Hauptgesims analog der Johannes-Nepomuk-Kapelle Marz. Die Ausmalung der Pfarrkirche erfolgte 1976 nach aufgefundenen Farbspuren, die spätgotischen Rippen ockergelb mit schwarzen Fugen.

## Ausstattung
Der Hochaltar um 1870 als neugotischer Schrein mit Gespreng trägt die Figuren der Heiligen Martin, Georg und Dorothea. Der Seitenaltar im linken Seitenschiff mit der Nennung NL 1736 ist ein Säulenaltar mit Gebälk und Aufsatz und trägt in der mittigen Nische die Statue Madonna und seitlich zwei Evangelisten und zeigt im Aufsatzbild einen Ordensheiligen mit einem Engel. Der Seitenaltar am südlichen Triumphbogenpfeiler aus dem dritten Viertel des 18. Jahrhunderts ist ein Marmoraltar mit Gebälk und zeigt das Altarbild hl. Antonius mit Christkind und oben Gottvater in Wolken. Der Seitenaltar in der neuen Südkapelle mit Gebälkstücken über Doppelsäulen ist ein Pestaltar und zeigt das Altarbild hl. Sebastian mit Carolus Aigen pinxit 1741 und trägt Statuen der Heiligen Franz Xaver und Joseph und unter einem hohen Aufsatzbaldachin als Sitzfigur den hl. Johannes von Patmos. Auf der Mensa steht ein Grottenschrein mit der hl. Rosalia.
Die bemerkenswerte Kanzel um 1700 zeigt am Korb zwischen gedrehten Säulchen kleine Figuren Salvator, Peter und Paul und die vier Evangelisten und auf dem Schalldeckel Maria Immaculata. Der Taufstein und das Sakramentenhäuschen sind neugotisch aus 1895. Zwei Chorstühle zeigen 1774. Der Beichtstuhl im südlichen Seitenschiff ist aus dem zweiten Viertel des 18. Jahrhunderts. Die Orgel aus 1928 stammt von Josef Huber. Zwei hölzerne Engel im Chor sind aus dem 18. Jahrhundert.
Eine Glocke ist mit Jacobus Montell Wr. Neustadt 1746 bezeichnet.